# The Indispensable Collection
 (décembre 2017).
Albums de Michael Jackson
Bad 25 Scream
The Indispensable Collection est une compilation des albums solo de Michael Jackson, de Off the Wall (1979) jusqu'à Invincible (2001). Elle inclut également le CD Michael Jackson: Live at Wembley July 16, 1988. Cette compilation est sortie le 21 juin 2013 en téléchargement,.

## Liste des albums
- 1979 : Off the Wall
- 1982 : Thriller
- 1987 : Bad
- 1991 : Dangerous
- 1995 : HIStory: Past, Present and Future – Book I[3]
- 1997 : Blood on the Dance Floor: HIStory in the Mix
- 2001 : Invincible

## Divers
Le 28 juin 2013 est sortie en téléchargement The Ultimate Fan Extras Collection, une compilation qui comprend des morceaux issus des singles et des albums studio originaux (ou des éditions spéciales). Elle inclut également des démos, des titres live et en version instrumentale, des remixes, des morceaux des albums posthumes, et des titres issus du spectacle Michael Jackson The Immortal World Tour du cirque du Soleil.